# Tom Varndell

a Compétitions nationales et continentales officielles uniquement.

b Matchs officiels uniquement.
Dernière mise à jour le 24 avril 2020.
Thomas William Varndell, né le 16 septembre 1985 à Ashford, est un joueur de rugby à XV international anglais évoluant au poste d'ailier avec le club de Yorkshire Carnegie. 

## Carrière

### En club
Après avoir joué avec les Leicester Tigers pendant cinq saisons, avec lesquels il participe  à la coupe d'Europe et au championnat d'Angleterre jusqu'en 2009, il rejoint les London Wasps jusqu'en 2015. Il joue de 2015 a 2018 à Bristol Rugby avant de muter pour la fin de la saison au Llanelli Scarlets. Il signe un contrat de deux saisons avec le SA XV Charente Rugby à partir de la saison de 2018-2019, mais résilie son contrat fin 2018 pour des « raisons familiales » et retrouve par la suite son club de Leicester.
À la date d'octobre 2020, il détient le record du nombre d'essais marqués en championnat d'Angleterre, avec 92 essais.

### En sélection nationale
Il obtient sa première cape internationale le 26 novembre 2005 à l’occasion d’un match contre l'équipe des Samoa. 
- 4 sélections
- 15 points (3 essais)
- sélections par année : 1 en 2005, 2 en 2006, 1 en 2008

## Palmarès
- Vainqueur du Championnat d'Angleterre en 2007 et 2009
- Finaliste du Championnat d'Angleterre en 2005, 2006 et 2008
- Vainqueur de la Coupe d'Angleterre en 2007
- Finaliste de la Coupe d'Angleterre en 2008
- Finaliste de la Coupe d'Europe en 2007 et 2009
- Vainqueur du RFU CHAMPIONSHIP en 2016 et 2018